# Canal de la Basse-Colme
Le canal de la Basse-Colme, est un canal français reliant Bergues à Hondschoote. Il fait partie du canal de la Colme. À partir de Hondschoote, sur le territoire belge, la continuation de ce canal est appelée canal de Bergues (en néerlandais : Bergenvaart). 
Aujourd'hui, ce canal est déclassé.

## Géographie
Dans le passé, l'Yser et l'Aa se jetaient dans la mer du Nord par une grande quantité de ramifications. Lorsque l'homme a poldérisé la région côtière, les ramifications ont été détournées dans les canaux d'irrigation creusés pour l'assèchement des polders. Les plus grosses ramifications ont été approfondies et sont devenues des canaux. Le canal est relié au niveau de la ville de Bergues au canal de Bergues qui conduit à la ville côtière de Dunkerque du Nord de la France. 

## Histoire
Dans la châtellenie de Furnes, le nom donné au canal était Bergenvaart ou Kolme (canal de Bergues ou canal de la Colme). Durant le Moyen Âge, le canal était une voie commerciale très importante. En 1622, il fut amélioré et une écluse fut construite par les Espagnols en temps de guerre à Houthem pour empêcher les inondations en provenance de Bergues. Le côté français du canal a été approfondi et celui-ci ressemble bien plus à un canal industriel. La partie belge a gardé son caractère moyenâgeux.